# Butterfly (canción de Crazy Town)
«Butterfly» es una canción interpretada por la banda estadounidense de rock Crazy Town en el año 2000, tomando popularidad hasta comienzos de 2001. Fue lanzada como el tercer sencillo del álbum de 1999 The Gift of Game  y alcanzó la primera posición en las listas de popularidad de varios países, incluyendo la Billboard Hot 100. La canción contiene el sample de «Pretty Little Ditty» de Red Hot Chili Peppers.
Richard Cheese realizó una versión para el álbum de 2004 I'd Like A Virgin.

## Vídeo musical
El vídeo musical muestra a la banda tocando en un bosque fantástico lleno de mariposas. Allí, Shifty Shellshock y Epic Mazur, los vocalistas de la banda, les cantan a varias Hadas.

## Listas de popularidad y certificaciones
| Lista                            | Posición más alta |
| -------------------------------- | ----------------- |
| Australian Singles Chart         | 4                 |
| Billboard Hot 100                | 1                 |
| Billboard Hot Modern Rock Tracks | 1                 |
| Billboard Mainstream Rock Tracks | 21                |
| Billboard Rhythmic Airplay Chart | 6                 |
| Billboard Top 40 Mainstream      | 2                 |
| Canadian Singles Chart           | 3                 |
| Listas musicales de Alemania     | 1                 |
| Listas musicales de Dinamarca    | 1                 |
| Listas musicales de Finlandia    | 2                 |
| Listas musicales de Francia      | 26                |
| Listas musicales de Italia       | 19                |
| New Zealand Singles Chart        | 2                 |
| Sverigetopplistan (Suecia)       | 2                 |
| Swiss Record Charts              | 1                 |
| UK Singles Chart                 | 3                 |
| VG-lista (Noruega)               | 1                 |
| Ö3 Austria Top 40                | 1                 |

| País        | Organismo certificador | Certificación | Ref.   |
| ----------- | ---------------------- | ------------- | ------ |
| Alemania    | BMVI                   | Platino       | [ 4 ]  |
| Australia   | ARIA                   | 2× Platino    | [ 5 ]  |
| Austria     | IFPI Austria           | Oro           | [ 6 ]  |
| Bélgica     | BEA                    | Oro           | [ 7 ]  |
| Noruega     | IFPI Noruega           | Platino       | [ 8 ]  |
| Reino Unido | BPI                    | Plata         | [ 9 ]  |
| Suecia      | GLF                    | Platino       | [ 10 ] |
| Suiza       | IFPI Suiza             | Oro           | [ 11 ] |

### Sucesión en listas
| Predecesor: «Stutter» de Joe con Mystikal «Angel» de Shaggy con Rayvon | Billboard Hot 100 — Sencillo número uno 24 de marzo de 2001 — 30 de marzo de 2001 7 de abril de 2001 — 13 de abril de 2001 | Sucesor: «Angel» de Shaggy con Rayvon «All for You» de Janet Jackson |
| Predecesor: «Hanging by a Moment» de Lifehouse                         | Modern Rock Tracks — Sencillo número uno 17 de febrero de 2001 — 2 de marzo de 2001                                        | Sucesor: «Drive» de Incubus                                          |